# Aleksander Kraśniański
Aleksander Kraśniański (ur. 5 maja 1900 w Łodzi, zm. 7 stycznia 1929 w Zakopanem) – polski poeta, dziennikarz.

## Młodość, studia
Był synem Adama, komiwojażera z Winnicy na Podolu, i Adeli Hazins. Wcześnie osierocony przez ojca, wychowywał się pod opieką matki i siostry, Marii Sztyllerowej, nauczycielki w Szkole Powszechnej nr 115 w Łodzi. 
Uczył się w Gimnazjum Zgromadzenia Kupców m. Łodzi. 
"W świecie szkolnym Kraśniański zajął czołowe miejsce. Nieskory do suchej nauki, nieciekawy trudnych zagadek trygonometrycznych zabłysnął śród kolegów i nauczycieli z talentu poetyckiego, któremu wróżono świetny rozwój. Ulubieniec dyrektora Klossa, z różnych stron zachęcany do pracy nad sobą, otoczony gronem kolegów, darzonych celującymi stopniami za wypracowania z literatury, pisane przez Olka, rósł w przyjaznym klimacie; zalecany jako korepetytor dla młodszych uczniów, zarabiał lekcjami, których nie brakowało, i tak walczył z niedostatkiem ".
Jako dobrze zapowiadający się poeta był proszony np. o przygotowanie utworów na szkolne akademie. W 1916 r. z okazji rocznicy uchwalenia Konstytucji 3 Maja wygłosił wiersz "Pieśni Polskie".
Powołany do wojska w 1920 (podczas wojny polsko-bolszewickiej), przez kilka miesięcy służył w formacji ochrony kolei na Froncie Północno-Wschodnim. Po skończeniu wojny wrócił do przerwanej nauki w Gimnazjum Zgromadzenia Kupców m. Łodzi i zdał maturę w 1921. Po maturze rozpoczął studia na Wydziale Prawa Uniwersytetu Warszawskiego ale ich nie ukończył. 
"W tych warunkach normalne studia uniwersyteckie napotykały na nie lada trudności. Kraśniański, zapisany na Wydział Prawa w Warszawie, przez pewien czas pracuje w stołecznej PKO, dla braku mieszkań ulokowany w Milanówku (…)".

## Twórczość poetycka
Debiutował w dodatku literackim "Nowego Kuriera Łódzkiego" (1915), cztery wiersze zamieścił w jednodniówce harcerzy "Czuwaj!" (Łódź 1917, tam na s. 20–21 zamieścił parafrazę Pierwszej brygady pt. Raduje się serce...), publikował na łamach "Gazety Łódzkiej" (1917), "Dziennika Łódzkiego" (1919), "Republiki" (1925), "Głosu Polskiego" (1929). 
Pośmiertnie, nakładem Syndykatu Dziennikarzy Łódzkich, ukazał się wybór jego poezji Wiolonczele i księżyc, z przedmową przyjaciela poety Mieczysława Brauna (1937).

## Działalność dziennikarska
Wchodził w skład komitetu redakcyjnego (z Henrykiem Stefanem Płochockim i Mieczysławem Braunem) efemerycznego pisma "Tańczący Ogień" wydawanego w Łodzi w 1919. Za uzbierane przez przyjaciół pieniądze ukazał się wtedy jedyny numer tego pierwszego w Łodzi czasopisma literackiego „Tańczący Ogień”. Do składu redakcji prócz Kraśniańskiego (…) należało jeszcze kilku zapaleńców".
Brak mieszkania i dostatecznych środków na utrzymanie spowodował powrót do Łodzi "Po roku porzuca posadę w PKO i wraca do Łodzi". 
Eksternistycznie kontynuował studia. Podjął pracę dziennikarską w "Expressie Wieczornym Ilustrowanym", gdzie zamieszczał felietony i sprawozdania sądowe. Współpracował z "Tygodnikiem Łódzkim" (1922–1923) i z satyrycznym tygodnikiem "Wolna Myśl. Wolne Żarty", drukując pod pseudonimem Pierrot liryki i erotyki niepozbawione talentu poetyckiego. W 1927 został redaktorem naczelnym tygodnika "Uśmiech", był również współpracownikiem redakcji Wojewódzkiej Informacji Dziennikarskiej i członkiem Syndykatu Dziennikarzy w Łodzi. 
W wierszach swoich czasem opisywał miasto rodzinne. "Wiersze (...) widziane z perspektywy Szarej Łodzi - tytuł jednego z jego wierszy".

## Choroba i śmierć
Ciężko chory na gruźlicę wyjechał do Zakopanego i tam zmarł 7 stycznia 1929."Prawdziwym poetą - niestety również młodo zmarłym jest Aleksander Kraśniański - zmarł w Zakopanem na suchoty, licząc koło 30 lat życia". "Na cmentarzu zakopiańskim w obliczu gór można odnaleźć zapadły grób Aleksandra Kraśniańskiego".
Żoną Kraśniańskiego była Anna z Cukierwarów (ur. 1905).